# Galma-dong
Galma-dong (koreanska: 갈마동) är en stadsdel i staden Daejeon i Sydkorea, i den centrala delen av landet, 140 km söder om huvudstaden Seoul. Den ligger i stadsdistriktet Seo-gu.

## Indelning
Administrativt är Galma-dong indelat i:
| Namn    | Namn             | Yta km² | Invånare 31 dec 2020 |
| ------- | ---------------- | ------- | -------------------- |
| 갈마1동 | Galma 1(il)-dong | 1,50    | 21 890               |
| 갈마2동 | Galma 2(i)-dong  | 0,73    | 25 287               |